# Dimitri Mitropoulos International Music Competition

Teilnehmerländer (1961–1971)

Die Dimitri Mitropoulos International Music Competition war ein prestigeträchtiger internationaler Musikwettbewerb. Er wurde erstmals 1961 veranstaltet und fand überwiegend in der Carnegie Hall in Manhattan, New York City statt. Widmungsträger und Namensgeber war der griechische Dirigent und Pianist Dimitri Mitropoulos (1896–1960), bis 1958 Musikdirektor der New Yorker Philharmoniker.

## Geschichte
Während der erste Wettbewerb 1961 für Pianisten ausgerichtet wurde, folgten ab 1963 ausschließlich Ausscheide für junge Dirigenten. Die Preisträger wurden durch eine aus 8 bis 14 Personen bestehende Jury, die sich überwiegend aus US-Amerikanern zusammensetzte, bestimmt.
Der Wettbewerb war ein offizielles Projekt des President’s Music Committee of the People-to-People Program. Als Ausrichter und Hauptsponsor fungierte die Women’s Division of the Federation of Jewish Philanthropies of New York. Die ersten Preise waren in der Regel jeweils mit 5000 Dollar dotiert, die nachfolgenden Finalisten erhielten 3000 Dollar und weniger. Ein Galakonzert fand regelmäßig in der New Yorker Philharmonic Hall statt. Darüber hinaus wurden Medaillen (Gold, Silber, Bronze), gestaltet von dem US-amerikanischen Künstler William Zorach (1889–1966), an die Preisträger vergeben.
Ferner wählte Leonard Bernstein, der zeitweise der Jury vorstand und Vorsitzender des Musikausschusses war, ab 1964 jeweils drei Gewinner des Dirigentenwettbewerbs für die anstehende Saison als Assistenten bei den New Yorker Philharmonikern aus, zuletzt für die Saison 1970/71. Weitere Finalisten wurden bei anderen Klangkörpern in den USA, Kanada und Monaco verpflichtet, allen voran dem National Symphony Orchestra in Washington, D.C. Beim Wettbewerb 1971 – mittlerweile war Pierre Boulez Chefdirigent – wurden die Assistenzen nicht mehr vergeben, stattdessen war der Gewinner für drei Abonnementkonzerte der New Yorker Philharmoniker als Gastdirigent eingesetzt.
Die insgesamt 279 Teilnehmer kamen vor allem aus der westlichen Welt, wobei das Gastgeberland nahezu ¼ der Kandidaten stellte und auch am meisten Medaillen gewann, gefolgt von Frankreich, Italien und der BRD. Obwohl die Möglichkeit der Teilnahme auch für die sozialistischen Staaten bestand, kam es kaum zur Partizipation. Die New York Times berichtete allerdings über ein grundsätzliches Interesse der Sowjetunion. Erste Preise aus dem Ostblock erzielten der Tscheche Zdeněk Košler (1963) und der Bulgare Mesru M. Mehmedov (1969). Mit James DePreist gewann 1964 ein Afroamerikaner den Wettbewerb, erste Frau war 1966 die Schweizerin Sylvia Caduff. Bekanntester Gewinner der Dimitri Mitropoulos International Music Competition war der Italiener Claudio Abbado (1963), dessen Erfolg wesentlichen Anteil an seinem internationalen Durchbruch hatte.

## Wettbewerbsüberblick

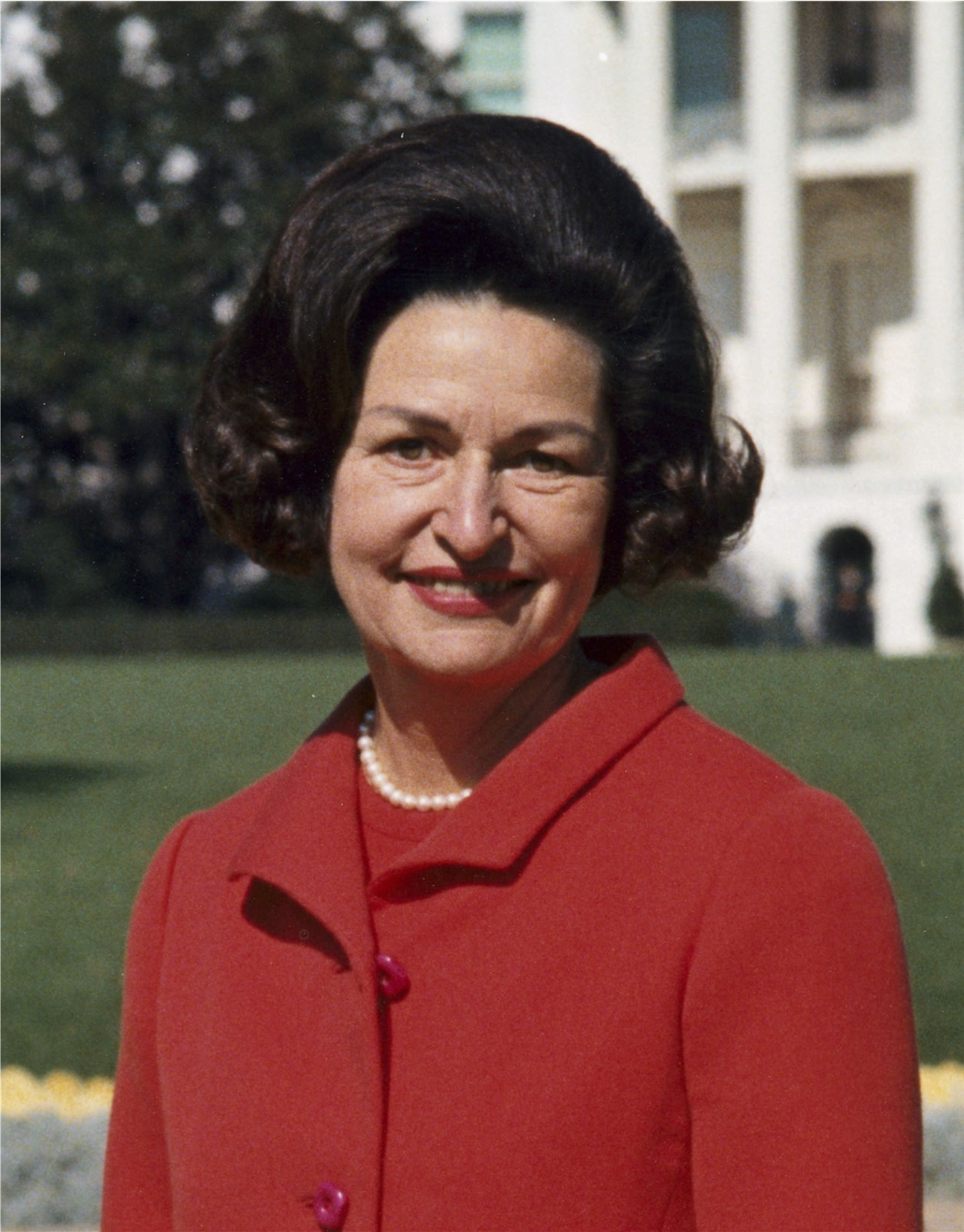
„Lady Bird“ Johnson (1967), First Lady und Ehrenvorsitzende des Wettbewerbs von 1964 bis 1968

| Wettbewerb            | Jahr (Zeitraum)      | Veranstaltungsort – Finale – ggf. Teil I und II –              | Fach       | Nationen | Teilnehmer | Teilnehmer | Teilnehmer |
| Wettbewerb            | Jahr (Zeitraum)      | Veranstaltungsort – Finale – ggf. Teil I und II –              | Fach       | Nationen | gesamt     | Männer     | Frauen (w) |
| --------------------- | -------------------- | -------------------------------------------------------------- | ---------- | -------- | ---------- | ---------- | ---------- |
| I.                    | 1961 (01.12.-17.12.) | Hunter College Assembly Hall (I) Metropolitan Opera House (II) | Klavier    | 13       | 32         | 23         | 9          |
| II.                   | 1963 (19.03.-07.04.) | Carnegie Hall                                                  | Dirigieren | 28       | 54         | 54         | 0          |
| III.                  | 1964 (27.11.-13.12.) | Hunter College Assembly Hall                                   | Dirigieren | 18       | 36         | 33         | 3          |
| IV.                   | 1966 (03.01.-19.01.) | Carnegie Hall                                                  | Dirigieren | 18       | 34         | 32         | 2          |
| V.                    | 1967 (09.01.-23.01.) | Carnegie Hall                                                  | Dirigieren | 16       | 41         | 39         | 2          |
| VI.                   | 1968 (08.01.-21.01.) | Carnegie Hall                                                  | Dirigieren | 19       | 40         | 39         | 1          |
| VII.                  | 1969 (13.01.-23.01.) | Carnegie Hall (I) Philharmonic Hall (II)                       | Dirigieren | 18       | 40         | 39         | 1          |
| VIII.                 | 1970 (12.01.-25.01.) | Carnegie Hall                                                  | Dirigieren | 17       | 28         | 28         | 0          |
| IX.                   | 1971 (29.11.-12.12.) | Philharmonic Hall                                              | Dirigieren | 20       | 33         | 33         | 0          |
| Jeweilige Rekordmarke |                      |                                                                |            |          |            |            |            |

## Organisation

### Wettbewerbsausschuss
| | | | | | |  |  | |                                                                                         |                                                                                         |                                                                                         |                                                                                         |                                                                                         |  |  |  |  | Ehrenvorsitzender (Honorary Chairman) Pablo Casals Pierre Monteux († 1964) Charles Münch († 1968) Bruno Walter († 1962) |                                                                     |                                                                     |                                                                     |                                                                     |                                                                     |
| | | | | | |  |  | |                                                                                         |                                                                                         |                                                                                         |                                                                                         |                                                                                         |  |  |  |  | |                                                                     |                                                                     |                                                                     |                                                                     |                                                                     |
| | | | | | |  |  | |                                                                                         |                                                                                         |                                                                                         |                                                                                         |                                                                                         |  |  |  |  | |                                                                     |                                                                     |                                                                     |                                                                     |                                                                     |
| | | | | | |  |  | Musikausschuss (Music Committee) | Musikausschuss (Music Committee)                                                        | Musikausschuss (Music Committee)                                                        | Musikausschuss (Music Committee)                                                        | Musikausschuss (Music Committee)                                                        | Musikausschuss (Music Committee)                                                        |  |  |  |  | Vorsitzender (Chairman) Leonard Bernstein                                                                               | Vorsitzender (Chairman) Leonard Bernstein                           | Vorsitzender (Chairman) Leonard Bernstein                           | Vorsitzender (Chairman) Leonard Bernstein                           | Vorsitzender (Chairman) Leonard Bernstein                           | Vorsitzender (Chairman) Leonard Bernstein                           |
| | | | | | |  |  | Musikausschuss (Music Committee) | Musikausschuss (Music Committee)                                                        | Musikausschuss (Music Committee)                                                        | Musikausschuss (Music Committee)                                                        | Musikausschuss (Music Committee)                                                        | Musikausschuss (Music Committee)                                                        |  |  |  |  | Vorsitzender (Chairman) Leonard Bernstein                                                                               | Vorsitzender (Chairman) Leonard Bernstein                           | Vorsitzender (Chairman) Leonard Bernstein                           | Vorsitzender (Chairman) Leonard Bernstein                           | Vorsitzender (Chairman) Leonard Bernstein                           | Vorsitzender (Chairman) Leonard Bernstein                           |
| | | | | | |  |  | |                                                                                         |                                                                                         |                                                                                         |                                                                                         |                                                                                         |  |  |  |  | |                                                                     |                                                                     |                                                                     |                                                                     |                                                                     |
| Wettbewerbsausschuss des Internationalen Wettbewerbs Dimitri Mitropoulos (Dimitri Mitropoulos International Music Competition Committee) | Wettbewerbsausschuss des Internationalen Wettbewerbs Dimitri Mitropoulos (Dimitri Mitropoulos International Music Competition Committee) | Wettbewerbsausschuss des Internationalen Wettbewerbs Dimitri Mitropoulos (Dimitri Mitropoulos International Music Competition Committee) | Wettbewerbsausschuss des Internationalen Wettbewerbs Dimitri Mitropoulos (Dimitri Mitropoulos International Music Competition Committee) | Wettbewerbsausschuss des Internationalen Wettbewerbs Dimitri Mitropoulos (Dimitri Mitropoulos International Music Competition Committee) | Wettbewerbsausschuss des Internationalen Wettbewerbs Dimitri Mitropoulos (Dimitri Mitropoulos International Music Competition Committee) |  |  | Beirat (Advisory Committee) unter William Schuman (1961) und Claire R. Reis (1963–1971)                                             | Beirat (Advisory Committee) unter William Schuman (1961) und Claire R. Reis (1963–1971) | Beirat (Advisory Committee) unter William Schuman (1961) und Claire R. Reis (1963–1971) | Beirat (Advisory Committee) unter William Schuman (1961) und Claire R. Reis (1963–1971) | Beirat (Advisory Committee) unter William Schuman (1961) und Claire R. Reis (1963–1971) | Beirat (Advisory Committee) unter William Schuman (1961) und Claire R. Reis (1963–1971) |  |  |  |  | Assoziierter Vorsitzender (Associate Chairman) Leopold Godowsky Jr.                                                     | Assoziierter Vorsitzender (Associate Chairman) Leopold Godowsky Jr. | Assoziierter Vorsitzender (Associate Chairman) Leopold Godowsky Jr. | Assoziierter Vorsitzender (Associate Chairman) Leopold Godowsky Jr. | Assoziierter Vorsitzender (Associate Chairman) Leopold Godowsky Jr. | Assoziierter Vorsitzender (Associate Chairman) Leopold Godowsky Jr. |
| Wettbewerbsausschuss des Internationalen Wettbewerbs Dimitri Mitropoulos (Dimitri Mitropoulos International Music Competition Committee) | Wettbewerbsausschuss des Internationalen Wettbewerbs Dimitri Mitropoulos (Dimitri Mitropoulos International Music Competition Committee) | Wettbewerbsausschuss des Internationalen Wettbewerbs Dimitri Mitropoulos (Dimitri Mitropoulos International Music Competition Committee) | Wettbewerbsausschuss des Internationalen Wettbewerbs Dimitri Mitropoulos (Dimitri Mitropoulos International Music Competition Committee) | Wettbewerbsausschuss des Internationalen Wettbewerbs Dimitri Mitropoulos (Dimitri Mitropoulos International Music Competition Committee) | Wettbewerbsausschuss des Internationalen Wettbewerbs Dimitri Mitropoulos (Dimitri Mitropoulos International Music Competition Committee) |  |  | Beirat (Advisory Committee) unter William Schuman (1961) und Claire R. Reis (1963–1971)                                             | Beirat (Advisory Committee) unter William Schuman (1961) und Claire R. Reis (1963–1971) | Beirat (Advisory Committee) unter William Schuman (1961) und Claire R. Reis (1963–1971) | Beirat (Advisory Committee) unter William Schuman (1961) und Claire R. Reis (1963–1971) | Beirat (Advisory Committee) unter William Schuman (1961) und Claire R. Reis (1963–1971) | Beirat (Advisory Committee) unter William Schuman (1961) und Claire R. Reis (1963–1971) |  |  |  |  | Assoziierter Vorsitzender (Associate Chairman) Leopold Godowsky Jr.                                                     | Assoziierter Vorsitzender (Associate Chairman) Leopold Godowsky Jr. | Assoziierter Vorsitzender (Associate Chairman) Leopold Godowsky Jr. | Assoziierter Vorsitzender (Associate Chairman) Leopold Godowsky Jr. | Assoziierter Vorsitzender (Associate Chairman) Leopold Godowsky Jr. | Assoziierter Vorsitzender (Associate Chairman) Leopold Godowsky Jr. |
| | | | | | |  |  | |                                                                                         |                                                                                         |                                                                                         |                                                                                         |                                                                                         |  |  |  |  | |                                                                     |                                                                     |                                                                     |                                                                     |                                                                     |
| | | | | | |  |  | Assoziierter Ausschuss (Associate Committee) unter Sol Hurok                                                                        | Assoziierter Ausschuss (Associate Committee) unter Sol Hurok                            | Assoziierter Ausschuss (Associate Committee) unter Sol Hurok                            | Assoziierter Ausschuss (Associate Committee) unter Sol Hurok                            | Assoziierter Ausschuss (Associate Committee) unter Sol Hurok                            | Assoziierter Ausschuss (Associate Committee) unter Sol Hurok                            |  |  |  |  | Ausschuss (Committee) < 100 Mitglieder                                                                                  | Ausschuss (Committee) < 100 Mitglieder                              | Ausschuss (Committee) < 100 Mitglieder                              | Ausschuss (Committee) < 100 Mitglieder                              | Ausschuss (Committee) < 100 Mitglieder                              | Ausschuss (Committee) < 100 Mitglieder                              |
| | | | | | |  |  | Assoziierter Ausschuss (Associate Committee) unter Sol Hurok                                                                        | Assoziierter Ausschuss (Associate Committee) unter Sol Hurok                            | Assoziierter Ausschuss (Associate Committee) unter Sol Hurok                            | Assoziierter Ausschuss (Associate Committee) unter Sol Hurok                            | Assoziierter Ausschuss (Associate Committee) unter Sol Hurok                            | Assoziierter Ausschuss (Associate Committee) unter Sol Hurok                            |  |  |  |  | Ausschuss (Committee) < 100 Mitglieder                                                                                  | Ausschuss (Committee) < 100 Mitglieder                              | Ausschuss (Committee) < 100 Mitglieder                              | Ausschuss (Committee) < 100 Mitglieder                              | Ausschuss (Committee) < 100 Mitglieder                              | Ausschuss (Committee) < 100 Mitglieder                              |
| | | | | | |  |  | |                                                                                         |                                                                                         |                                                                                         |                                                                                         |                                                                                         |  |  |  |  | |                                                                     |                                                                     |                                                                     |                                                                     |                                                                     |
| | | | | | |  |  | Frauenabteilung / Frauenorganisation des Musikwettbewerbs (Women’s Division of the / Women’s Organisation Competition Committee(s)) |                                                                                         |                                                                                         |                                                                                         |                                                                                         |                                                                                         |  |  |  |  | |                                                                     |                                                                     |                                                                     |                                                                     |                                                                     |
| | | | | | |  |  | |                                                                                         |                                                                                         |                                                                                         |                                                                                         |                                                                                         |  |  |  |  | |                                                                     |                                                                     |                                                                     |                                                                     |                                                                     |
| | | | | | |  |  | |                                                                                         |                                                                                         |                                                                                         |                                                                                         |                                                                                         |  |  |  |  | |                                                                     |                                                                     |                                                                     |                                                                     |                                                                     |
| | | | | | |  |  | Kunstrat (Council of the Arts) unter Richard Rodgers                                                                                |                                                                                         |                                                                                         |                                                                                         |                                                                                         |                                                                                         |  |  |  |  | |                                                                     |                                                                     |                                                                     |                                                                     |                                                                     |
| | | | | | |  |  | |                                                                                         |                                                                                         |                                                                                         |                                                                                         |                                                                                         |  |  |  |  | |                                                                     |                                                                     |                                                                     |                                                                     |                                                                     |

### Ablauf des Wettbewerbs
| Vorentscheid | (Viertelfinale) | Halbfinale | Finale | (Galakonzert) |

### Zentrale Spielstätten

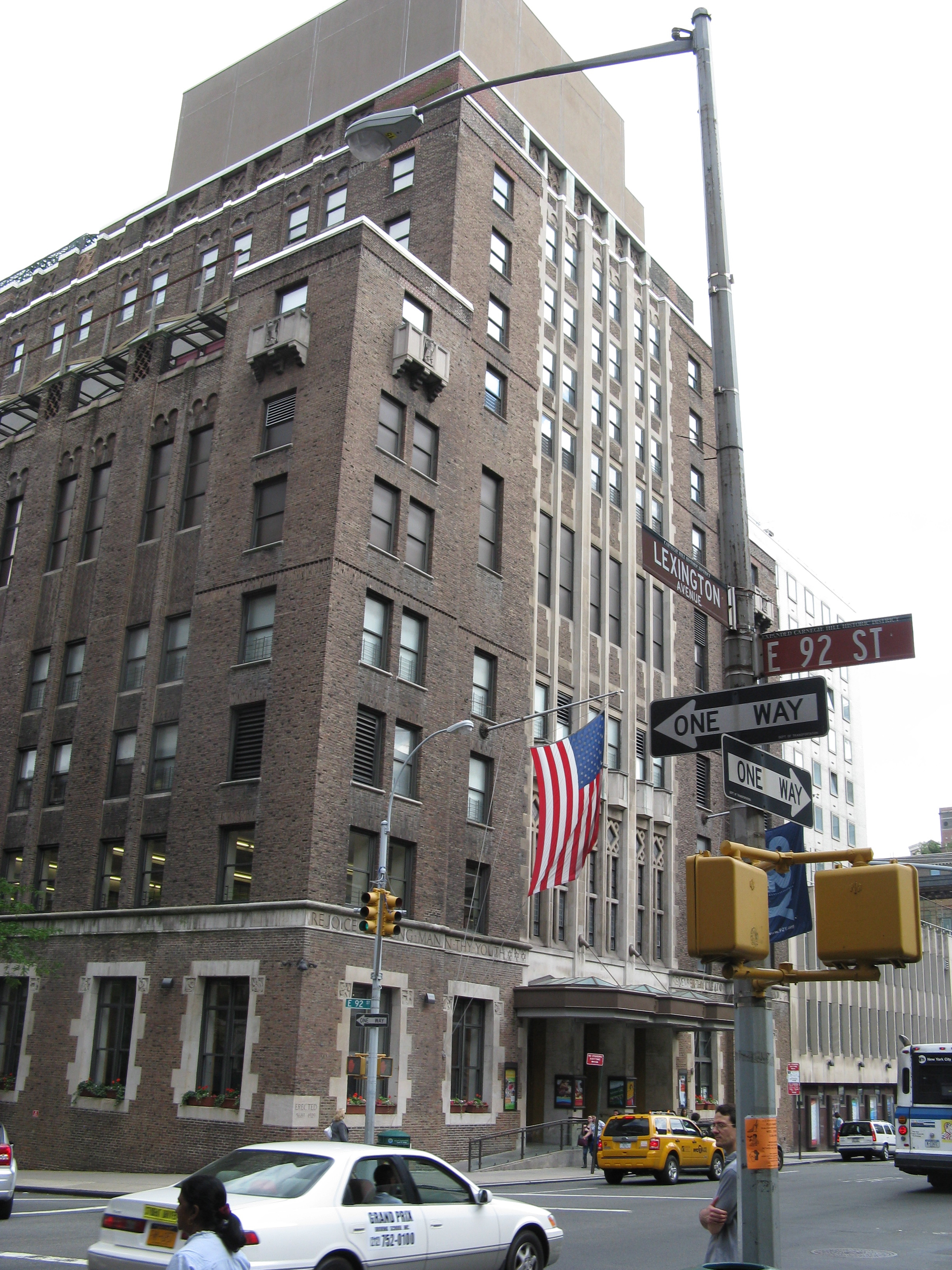
92nd St.
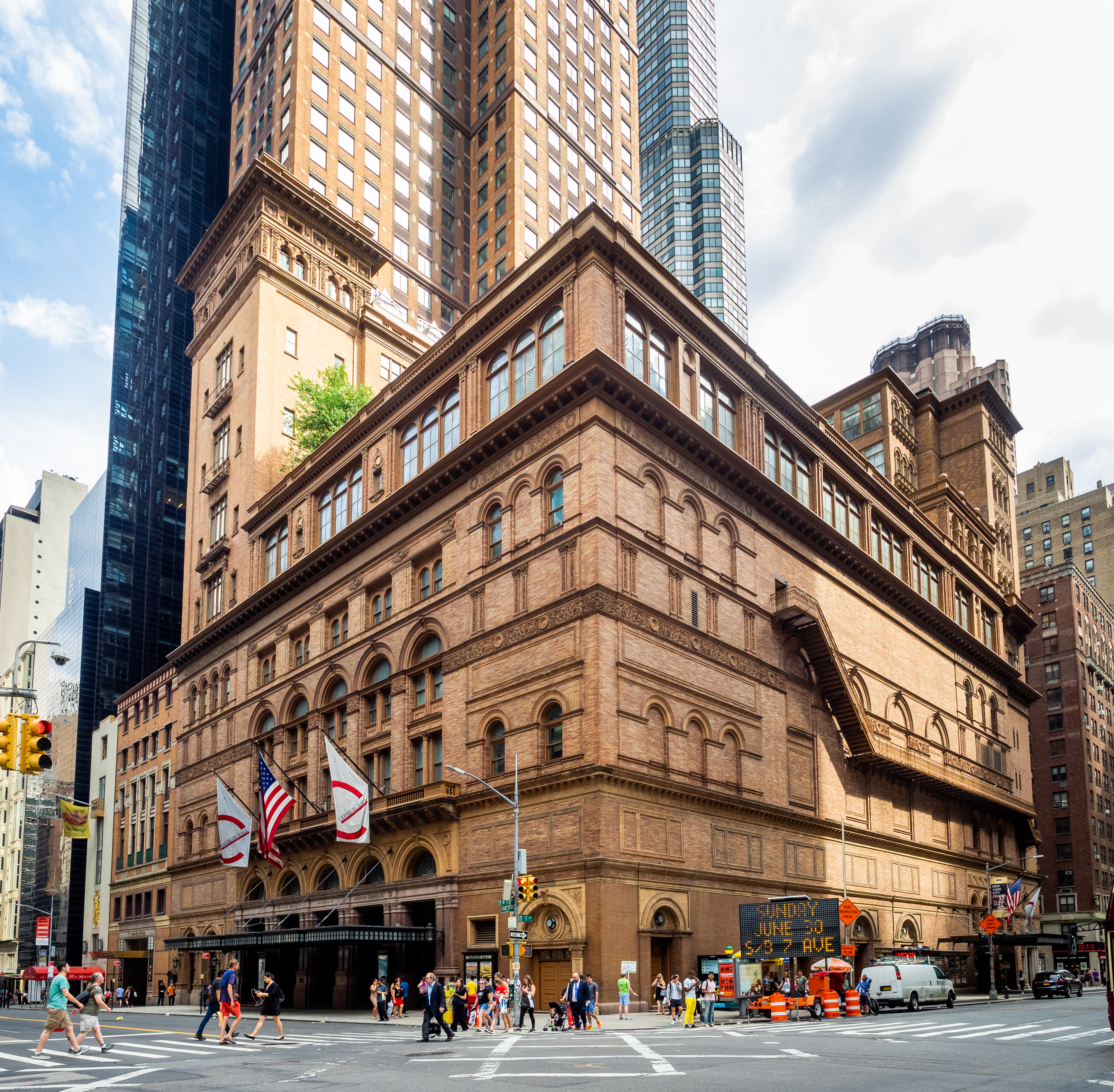
Carnegie Hall
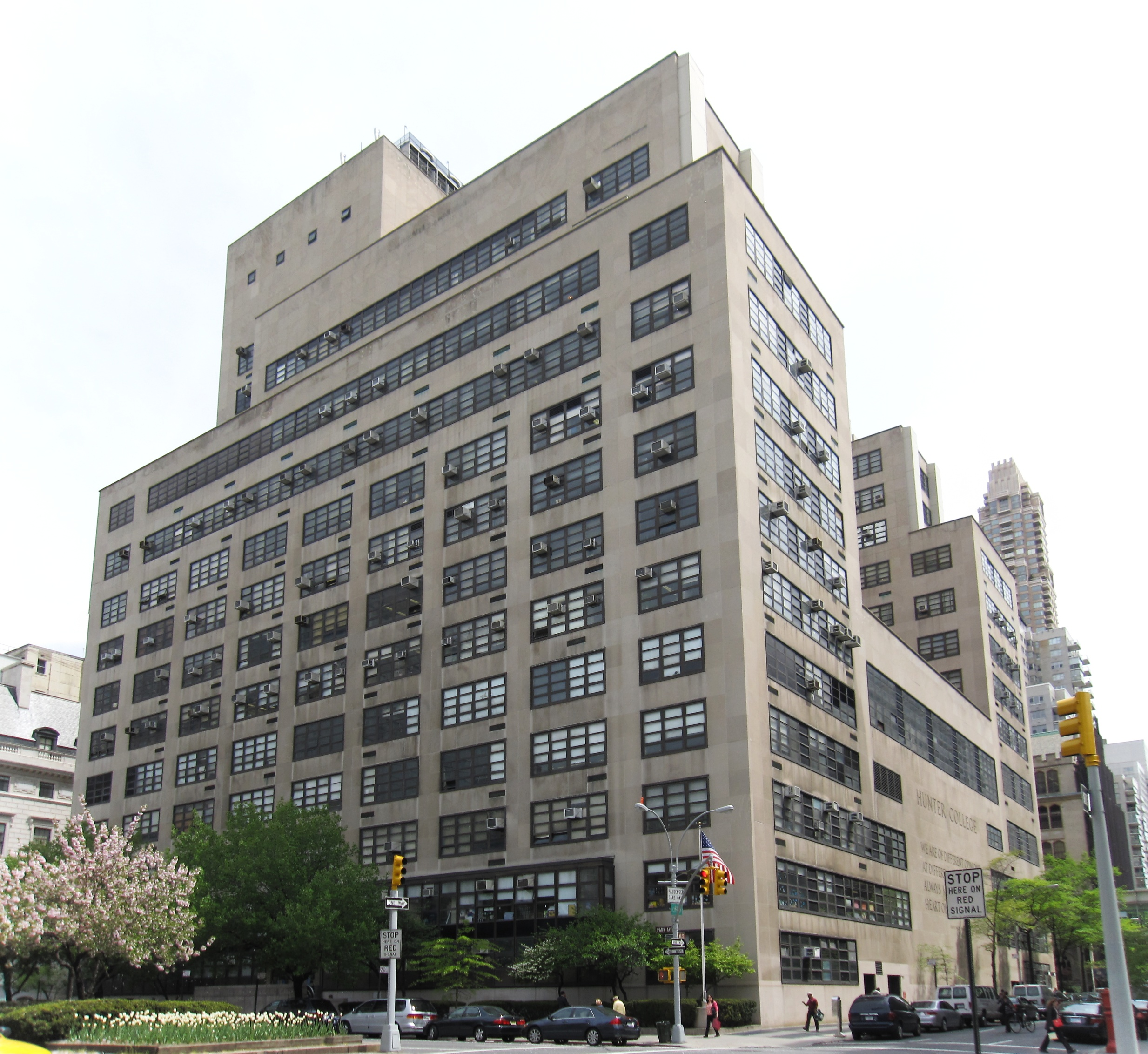
Hunter College
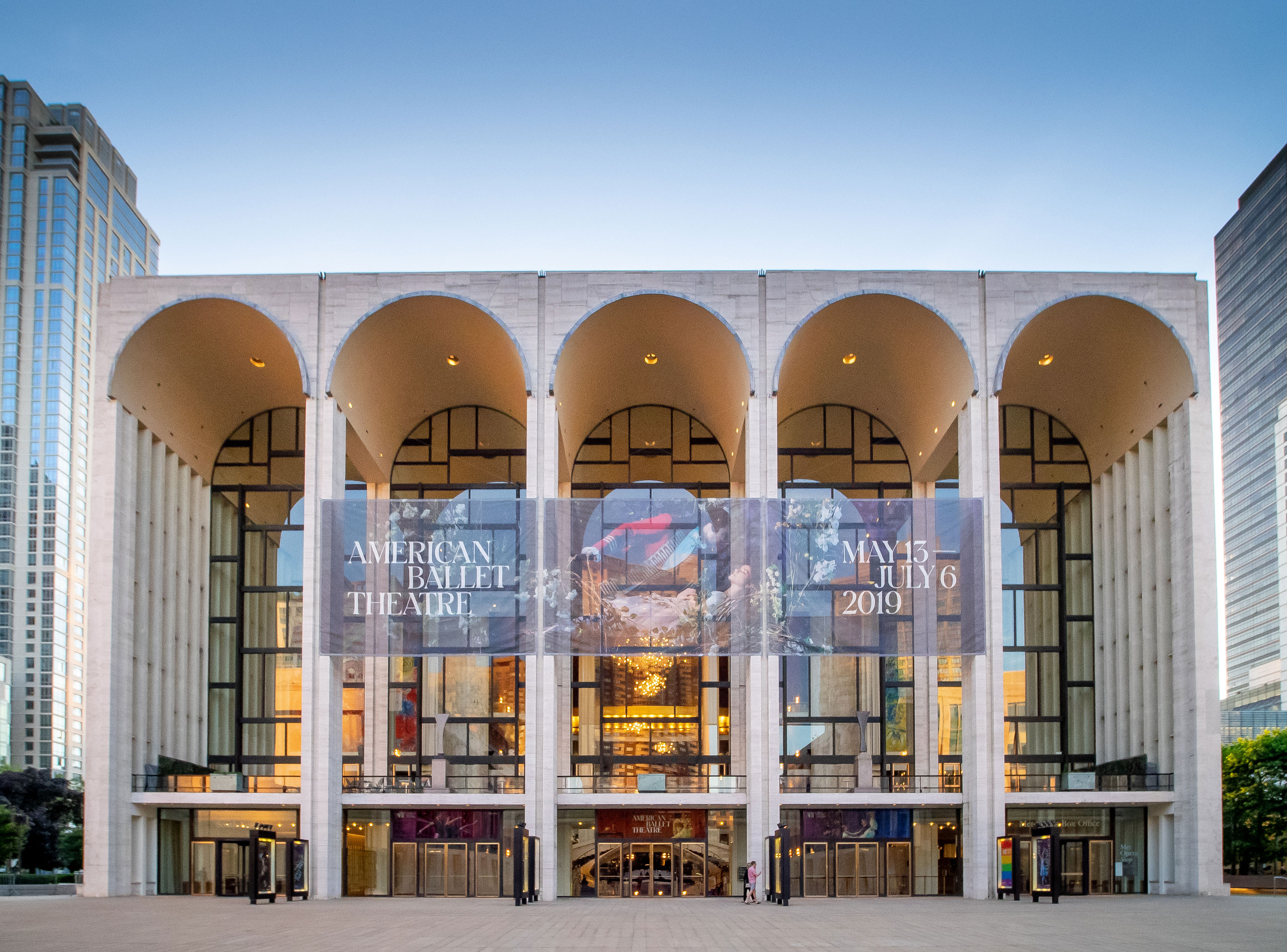
Metropolitan Opera
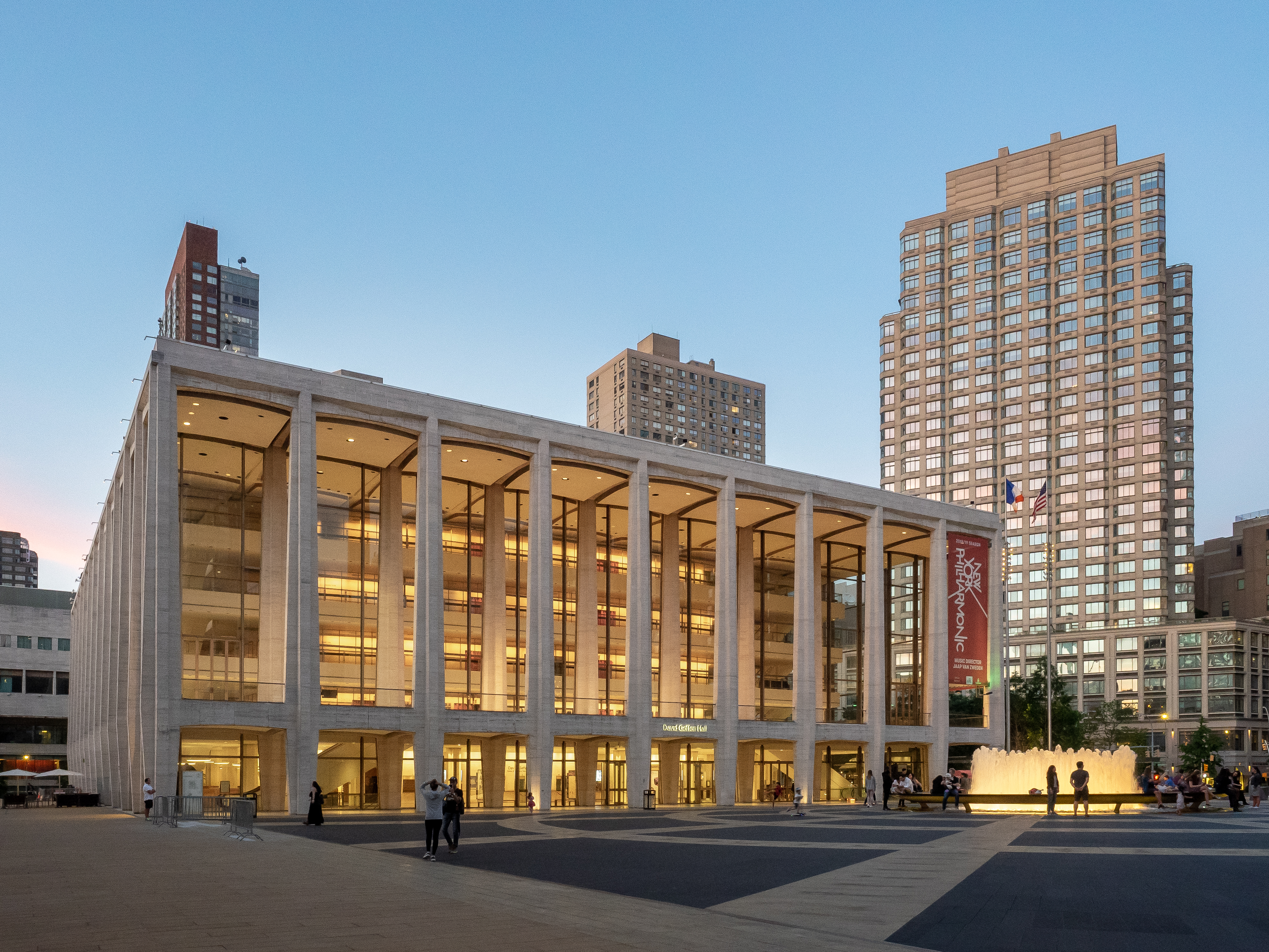
Philharmonic Hall

## Preis

### Medaille

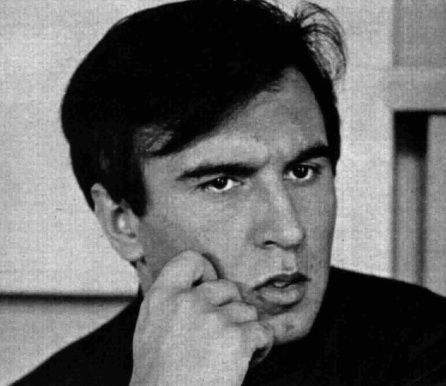
Claudio Abbado (zwei Jahre nach seinem Wettbewerbsgewinn 1963)

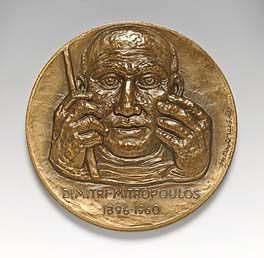
Bronzemedaille des New Yorker Mitropoulos-Wettbewerbs von 1963, Smithsonian American Art Museum

| Medaillenspiegel | Medaillenspiegel   | Medaillenspiegel | Medaillenspiegel | Medaillenspiegel | Medaillenspiegel |
| Platz            | Teilnehmerland     | Gold             | Silber           | Bronze           | Gesamt           |
| ---------------- | ------------------ | ---------------- | ---------------- | ---------------- | ---------------- |
| 01               | Vereinigte Staaten | 5                | 1                | 5                | 11               |
| 02               | Frankreich         | 5                | 1                | 0                | 6                |
| 03               | Italien            | 3                | 0                | 1                | 4                |
| 04               | BR Deutschland     | 2                | 2                | 0                | 4                |
| 05               | Argentinien        | 2                | 1                | 0                | 3                |
| 06               | Schweiz            | 2                | 0                | 0                | 2                |
| 07               | Israel             | 1                | 3                | 0                | 4                |
| 08               | Bulgarien          | 1                | 1                | 0                | 2                |
| 08               | Spanien            | 1                | 1                | 0                | 2                |
| 09               | Niederlande        | 1                | 0                | 1                | 2                |
| 09               | Tschechoslowakei   | 1                | 0                | 1                | 2                |
| 10               | Belgien            | 1                | 0                | 0                | 1                |
| 10               | Chile              | 1                | 0                | 0                | 1                |
| 10               | Guatemala          | 1                | 0                | 0                | 1                |
| 10               | Iran               | 1                | 0                | 0                | 1                |
| 10               | Kanada             | 1                | 0                | 0                | 1                |
| 10               | Taiwan             | 1                | 0                | 0                | 1                |
| 11               | England            | 0                | 0                | 2                | 2                |
| 12               | Japan              | 0                | 0                | 1                | 1                |
| Gesamt           | Gesamt             | 30               | 9                | 14               | 53               |

### Preisgeld
| Jahr   | Sponsoring des Preisgeldes                                                                                     | 1. Preis B | 2. Preis | 3. Preis | 4. Preis | Gesamt      |
| ------ | --- | ---------- | -------- | -------- | -------- | ----------- |
| 1961   | Philip Morris Company, Samuel Bronfman Foundation, Philadelphia Friends of Dimitri Mitropoulos, Spyros Skouras | 5.000 $    | 3.000 $  | 1.500 $  | 1.000 $  | 10.500 $    |
| 1963 A | Cecile Lehman Mayer Memorial Award, Lawrence A. Wien Foundation Award, Philip Morris International Award       | 5.000 $    | 3.000 $  | 1.500 $  | 1.000 $  | 20.500 $    |
| 1964   | Cecile Lehman Mayer Memorial Award, Lawrence A. Wien Foundation Award, anonyme Spender                         | 3.500 $    | ? C      | -        | -        | > 21.000 $  |
| 1966   | Cecile Lehman Mayer Memorial Award, Lucy G. Moses Award                                                        | 5.000 $    | 2.500 $  | 1.000 $  | 750 $    | 24.250 $    |
| 1967   | Cecile Lehman Mayer Memorial Award, Lucy G. Moses Award                                                        | 5.000 $    | 2.500 $  | 1.000 $  | 750 $    | 24.250 $    |
| 1968   | Cecile Lehman Mayer Memorial Award, Lucy G. Moses Award                                                        | 5.000 $    | 2.500 $  | 1.000 $  | 750 $    | 24.250 $    |
| 1969   | Cecile Lehman Mayer Memorial Award, Alan und Margaret Kempner Award                                            | 5.000 $    | 2.500 $  | 1.000 $  | -        | 23.500 $    |
| 1970   | Cecile Lehman Mayer Memorial Award, Alan und Margaret Kempner Award                                            | 5.000 $    | 2.500 $  | 1.000 $  | -        | 18.500 $    |
| 1971   | Cecile Lehman Mayer Memorial Award                                                                             | 5.000 $    | 3.000 $  | 2.000 $  | -        | 10.000 $    |
| Gesamt | Gesamt | Gesamt     | Gesamt   | Gesamt   | Gesamt   | > 176.750 $ |

### Assistenzstelle

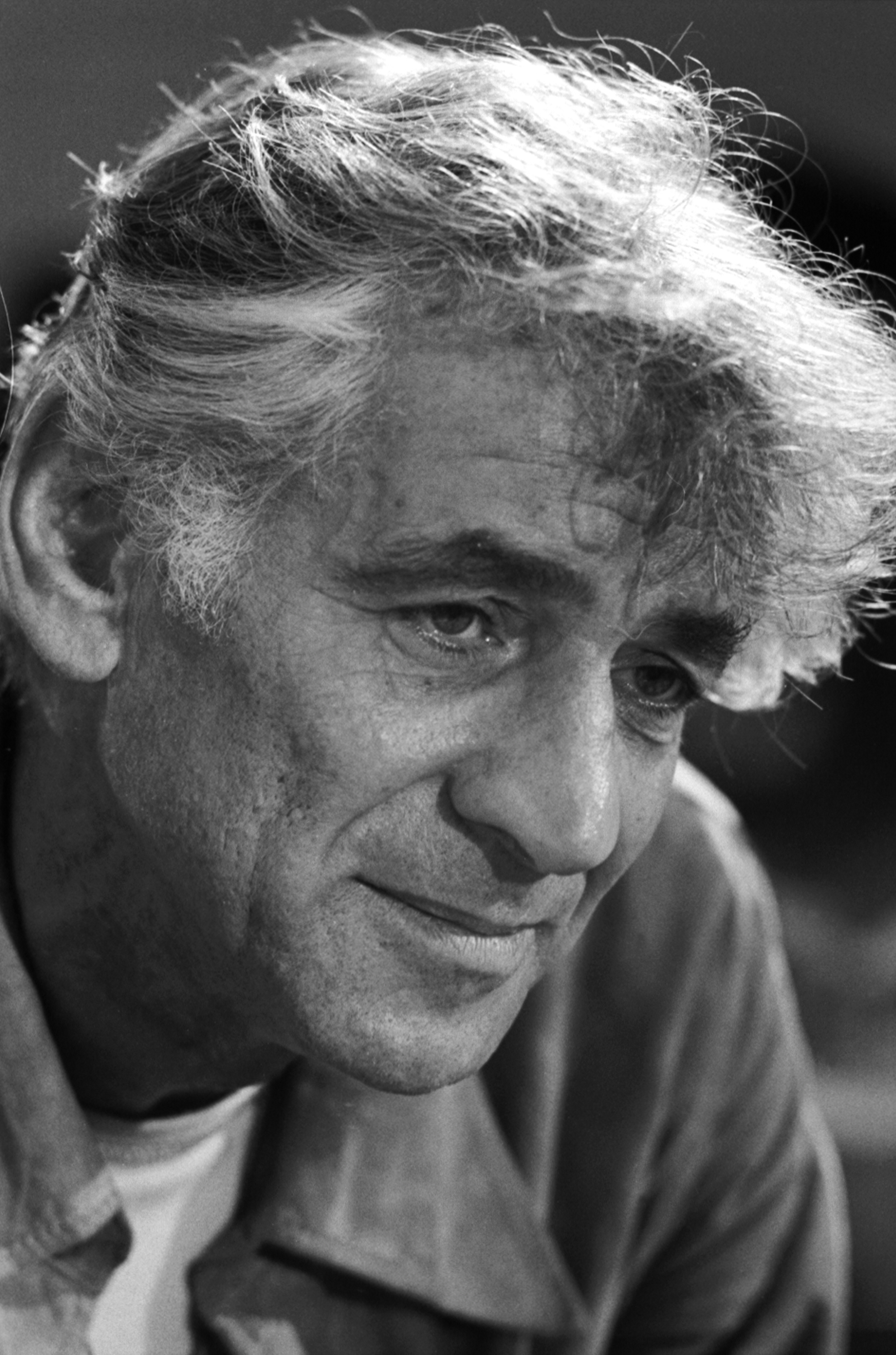
Leonard Bernstein (1971)

| Orchester / Kürzel Chefdirigent                                 | Wettbewerb Spielzeit | Wettbewerb Spielzeit | Wettbewerb Spielzeit | Wettbewerb Spielzeit | Wettbewerb Spielzeit | Wettbewerb Spielzeit | Wettbewerb Spielzeit | Gesamt  |
| Orchester / Kürzel Chefdirigent                                 | II. 1963/64          | III. 1965/66         | IV. 1966/67          | V. 1967/68           | VI. 1968/69          | VII. 1969/70         | VIII. 1970/71        | Gesamt  |
| --------------------------------------------------------------- | -------------------- | -------------------- | -------------------- | -------------------- | -------------------- | -------------------- | -------------------- | ------- |
| Metropolitan Opera / MET                                        |                      | 1                    |                      |                      |                      |                      |                      | 1       |
| New York Philharmonic / NYPO Leonard Bernstein und George Szell | 3                    | 3                    | 3                    | 3                    | (3) 0                | 3                    | 3                    | 18 (21) |
| Orchestre Philharmonique de Monte-Carlo / OPMC Igor Markevitch  |                      |                      |                      |                      |                      | 1                    |                      | 1       |
| Toronto Symphony Orchestra / TSO Seiji Ozawa                    |                      | 1                    |                      |                      |                      |                      |                      | 1       |
| Washington National Symphony / NSO Howard Mitchell              |                      | 1                    | 1                    | 1                    | 4                    |                      |                      | 7       |
| Auswahl unter den Gewinnern durch Leonard Bernstein             |                      |                      |                      |                      |                      |                      |                      |         |

## Preisträger

### Klavier
| Jahr | 1. Preis        | 2. Preis           | 3. Preis        | 4. Preis – Urkunde | Sonderpreis („lobende Erwähnung“) |
| ---- | --------------- | ------------------ | --------------- | ------------------ | --------------------------------- |
| 1961 | Agustin Anievas | Maria Pariente (w) | Susan Starr (w) | Ralph Votapek      | Tania Ashot (w) Samuel Lipman     |

### Dirigieren

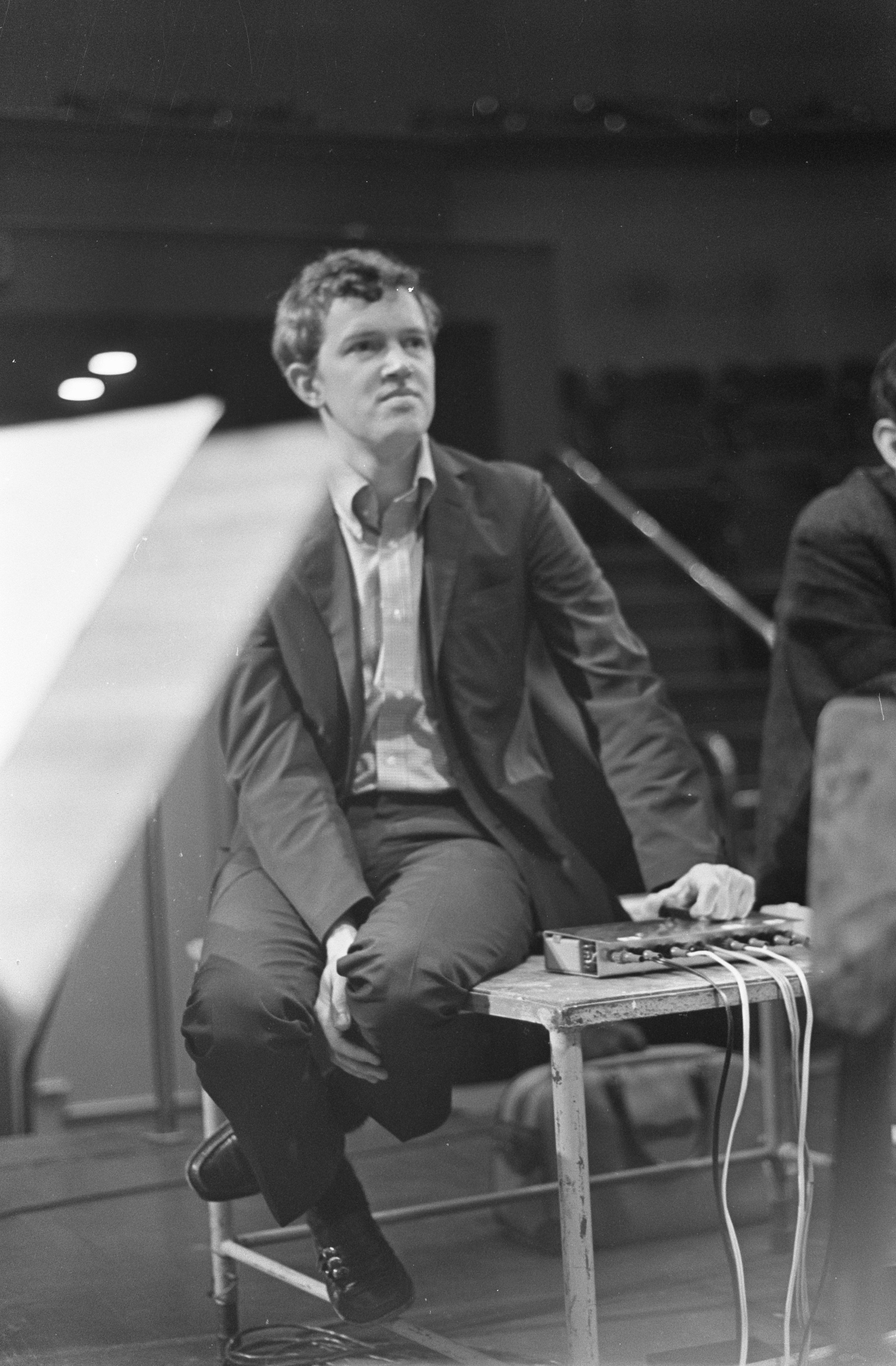
Edo de Waart (vier Jahre nach seinem Wettbewerbsgewinn 1964)

| Jahr | 1. Preis – Goldmedaille / Assistenz | 2. Preis – Silbermedaille            | 3. Preis – Bronzemedaille | 4. Preis – Urkunde oder Bronzemedaille |
| ---- | --- | ------------------------------------ | ------------------------- | -------------------------------------- |
| 1963 | Claudio Abbado / NYPO Pedro Ignacio Calderón / NYPO Zdeněk Košler / NYPO                                                                | Moshe Atzmon                         | Joop van Zon              | Jacques Houtmann a                     |
| 1964 | Ricardo del Carmen / NSO James DePreist / NYPO Jacques Houtmann / NYPO a Lawrence L. Smith / MET Edo de Waart / NYPO Niklaus Wyss / TSO | Dalia Atlas (w) Vladimir Kojoukharov |                           |                                        |
| 1966 | Sylvia Caduff (w) / NYPO Alain Lombard / NYPO Juan Pablo Izquierdo / NYPO Walter Gillessen / NSO                                        | Theo Alcantarilla                    | Zdeněk Mácal              | Taijiro Iimori                         |
| 1967 | Enrique García Asensio / NSO Paul Capolongo / NYPO Alois Springer / NYPO Helen Quach (w) / NYPO                                         | Paul Freeman                         | James Rives Jones         | Elio Boncompagni                       |
| 1968 | Boris Brott / NSO Gaetano Delogu / NSO François Huybrecht / NSO Farhad Mechkat / NSO                                                    | Catherine Comet (w)                  | Akira Endo a              | Gordon Mackie                          |
| 1969 | Alfredo Bonavera / NYPO Mesru M. Mehmedov / NYPO Uri Segal / NYPO Michael Zearott / OPMC                                                | Klauspeter Seibel                    | Akira Endo a              |                                        |
| 1970 | Philippe Bender / NYPO Mario Benzecry / NYPO David Gilbert / NYPO                                                                       | Yuval Zaliouk                        | Guido Ajmone-Marsan       |                                        |
| 1971 | Jacques Delacôte b | Wolfgang Balzer                      | Timothy Reynish           |                                        |

## Teilnehmer
| Staat                                                                        | Wettbewerbsjahr                                                              | Wettbewerbsjahr                                                              | Wettbewerbsjahr                                                              | Wettbewerbsjahr                                                              | Wettbewerbsjahr | Wettbewerbsjahr | Wettbewerbsjahr | Wettbewerbsjahr | Wettbewerbsjahr | Gesamt (nach Teilnahmen) 5 | Gesamt (nach Personen) |
| Staat                                                                        | 1961 6                                                                       | 1963                                                                         | 1964                                                                         | 1966                                                                         | 1967            | 1968            | 1969            | 1970            | 1971            | Gesamt (nach Teilnahmen) 5 | Gesamt (nach Personen) |
| ---------------------------------------------------------------------------- | ---------------------------------------------------------------------------- | ---------------------------------------------------------------------------- | ---------------------------------------------------------------------------- | ---------------------------------------------------------------------------- | --------------- | --------------- | --------------- | --------------- | --------------- | -------------------------- | ---------------------- |
| Argentinien                                                                  | 2                                                                            | 2                                                                            | 1                                                                            | 0                                                                            | 0               | 2               | 0               | 1               | 1               | 9                          | 8                      |
| Australien                                                                   | 0                                                                            | 2                                                                            | 0                                                                            | 0                                                                            | 0               | 0               | 0               | 0               | 0               | 2                          | 2                      |
| Belgien                                                                      | 1                                                                            | 1                                                                            | 1                                                                            | 2                                                                            | 0               | 1               | 0               | 1               | 0               | 7                          | 6                      |
| Brasilien                                                                    | 0                                                                            | 1                                                                            | 0                                                                            | 1                                                                            | 2               | 1               | 1               | 1               | 1               | 9                          | 7                      |
| Bulgarien                                                                    | 0                                                                            | 0                                                                            | 1                                                                            | 1                                                                            | 1               | 0               | 1               | 0               | 1               | 5                          | 4                      |
| Chile                                                                        | 0                                                                            | 1                                                                            | 0                                                                            | 1                                                                            | 0               | 0               | 0               | 0               | 0               | 2                          | 2                      |
| Dänemark                                                                     | 0                                                                            | 1                                                                            | 0                                                                            | 0                                                                            | 0               | 0               | 0               | 0               | 1               | 2                          | 2                      |
| BR Deutschland 1                                                             | 2                                                                            | 1                                                                            | 4                                                                            | 3                                                                            | 4               | 3               | 4               | 2               | 2               | 25                         | 22                     |
| England 2                                                                    | 0                                                                            | 2                                                                            | 1                                                                            | 2                                                                            | 3               | 5               | 1               | 1               | 3               | 18                         | 17                     |
| Finnland                                                                     | 0                                                                            | 2                                                                            | 1                                                                            | 0                                                                            | 0               | 0               | 0               | 0               | 1               | 4                          | 4                      |
| Frankreich                                                                   | 1                                                                            | 2                                                                            | 2                                                                            | 1                                                                            | 1               | 1               | 3               | 1               | 2               | 14                         | 12                     |
| Griechenland                                                                 | 0                                                                            | 1                                                                            | 1                                                                            | 0                                                                            | 0               | 0               | 0               | 0               | 1               | 3                          | 2                      |
| Guatemala                                                                    | 0                                                                            | 0                                                                            | 2                                                                            | 0                                                                            | 0               | 0               | 0               | 1               | 0               | 3                          | 3                      |
| Indien                                                                       | 1                                                                            | 0                                                                            | 0                                                                            | 0                                                                            | 0               | 0               | 0               | 0               | 0               | 1                          | 1                      |
| Iran                                                                         | 1                                                                            | 0                                                                            | 0                                                                            | 0                                                                            | 0               | 1               | 0               | 0               | 0               | 2                          | 2                      |
| Israel                                                                       | 1                                                                            | 3                                                                            | 3                                                                            | 0                                                                            | 0               | 2               | 4               | 2               | 1               | 16                         | 16                     |
| Italien                                                                      | 0                                                                            | 2                                                                            | 0                                                                            | 2                                                                            | 2               | 2               | 2               | 1               | 2               | 13                         | 12                     |
| Japan                                                                        | 0                                                                            | 2                                                                            | 2                                                                            | 1                                                                            | 0               | 1               | 1               | 2               | 0               | 9                          | 8                      |
| Jugoslawien                                                                  | 0                                                                            | 0                                                                            | 0                                                                            | 0                                                                            | 0               | 1               | 0               | 0               | 0               | 1                          | 1                      |
| Kanada                                                                       | 0                                                                            | 3                                                                            | 0                                                                            | 1                                                                            | 3               | 2               | 0               | 0               | 0               | 9                          | 8                      |
| Libanon                                                                      | 0                                                                            | 1                                                                            | 0                                                                            | 0                                                                            | 0               | 0               | 0               | 0               | 0               | 1                          | 1                      |
| Malaysia                                                                     | 0                                                                            | 0                                                                            | 0                                                                            | 0                                                                            | 0               | 0               | 1               | 0               | 0               | 1                          | 1                      |
| Mexiko                                                                       | 1                                                                            | 3                                                                            | 1                                                                            | 0                                                                            | 0               | 1               | 0               | 2               | 0               | 8                          | 7                      |
| Niederlande                                                                  | 0                                                                            | 3                                                                            | 1                                                                            | 2                                                                            | 2               | 0               | 3               | 1               | 2               | 14                         | 13                     |
| Nigeria                                                                      | 0                                                                            | 0                                                                            | 0                                                                            | 0                                                                            | 0               | 0               | 0               | 1               | 1               | 2                          | 1                      |
| Nordirland                                                                   | 0                                                                            | 0                                                                            | 0                                                                            | 1                                                                            | 0               | 0               | 0               | 0               | 0               | 1                          | 1                      |
| Österreich                                                                   | 0                                                                            | 2                                                                            | 0                                                                            | 1                                                                            | 2               | 0               | 1               | 0               | 0               | 6                          | 5                      |
| Peru                                                                         | 0                                                                            | 1                                                                            | 0                                                                            | 1                                                                            | 1               | 0               | 0               | 0               | 0               | 3                          | 2                      |
| Philippinen                                                                  | 1                                                                            | 1                                                                            | 0                                                                            | 0                                                                            | 0               | 0               | 1               | 1               | 0               | 4                          | 3                      |
| Polen                                                                        | 0                                                                            | 1                                                                            | 1                                                                            | 0                                                                            | 1               | 0               | 0               | 0               | 0               | 3                          | 2                      |
| Portugal                                                                     | 0                                                                            | 0                                                                            | 0                                                                            | 0                                                                            | 1               | 1               | 0               | 0               | 0               | 2                          | 1                      |
| Rumänien                                                                     | 0                                                                            | 0                                                                            | 0                                                                            | 0                                                                            | 0               | 1               | 0               | 0               | 0               | 1                          | 1                      |
| Schweiz                                                                      | 0                                                                            | 3                                                                            | 1                                                                            | 2                                                                            | 4               | 1               | 3               | 1               | 1               | 16                         | 14                     |
| Singapur                                                                     | 0                                                                            | 0                                                                            | 0                                                                            | 0                                                                            | 0               | 0               | 0               | 0               | 1               | 1                          | 1                      |
| Spanien                                                                      | 0                                                                            | 0                                                                            | 0                                                                            | 2                                                                            | 2               | 0               | 1               | 0               | 1               | 6                          | 6                      |
| Südkorea 3                                                                   | 1                                                                            | 3                                                                            | 0                                                                            | 0                                                                            | 0               | 1               | 0               | 0               | 1               | 6                          | 5                      |
| Südafrika                                                                    | 1                                                                            | 1                                                                            | 0                                                                            | 0                                                                            | 0               | 0               | 0               | 0               | 0               | 2                          | 2                      |
| Taiwan 4                                                                     | 1                                                                            | 0                                                                            | 1                                                                            | 0                                                                            | 1               | 0               | 1               | 0               | 1               | 5                          | 4                      |
| Tschechoslowakei                                                             | 0                                                                            | 1                                                                            | 0                                                                            | 1                                                                            | 0               | 0               | 0               | 0               | 0               | 2                          | 2                      |
| Ungarn                                                                       | 0                                                                            | 0                                                                            | 0                                                                            | 0                                                                            | 0               | 0               | 1               | 1               | 1               | 3                          | 3                      |
| Vereinigte Staaten                                                           | 18                                                                           | 7                                                                            | 11                                                                           | 9                                                                            | 11              | 12              | 11              | 8               | 8               | 95                         | 63                     |
| Uruguay                                                                      | 0                                                                            | 1                                                                            | 1                                                                            | 0                                                                            | 0               | 0               | 0               | 0               | 0               | 2                          | 2                      |
| Gastgeberland Staaten des Ostblocks und Jugoslawien (sozialistische Staaten) | Gastgeberland Staaten des Ostblocks und Jugoslawien (sozialistische Staaten) | Gastgeberland Staaten des Ostblocks und Jugoslawien (sozialistische Staaten) | Gastgeberland Staaten des Ostblocks und Jugoslawien (sozialistische Staaten) | Gastgeberland Staaten des Ostblocks und Jugoslawien (sozialistische Staaten) | Gesamt          | Gesamt          | Gesamt          | Gesamt          | Gesamt          | 338                        | 279                    |

## Juroren

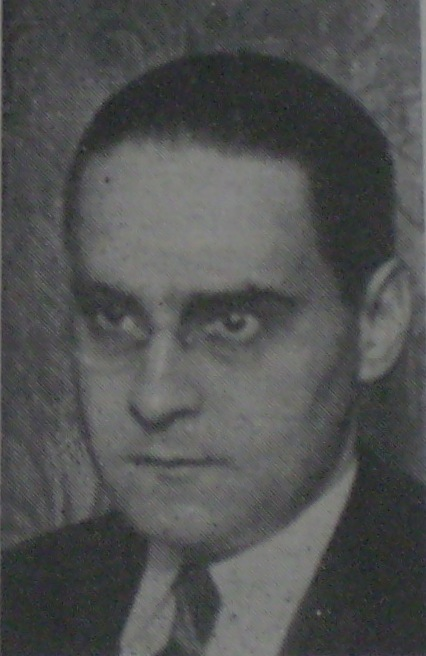
Juan José Castro (drei Jahre nach seiner Jurorentätigkeit 1963)

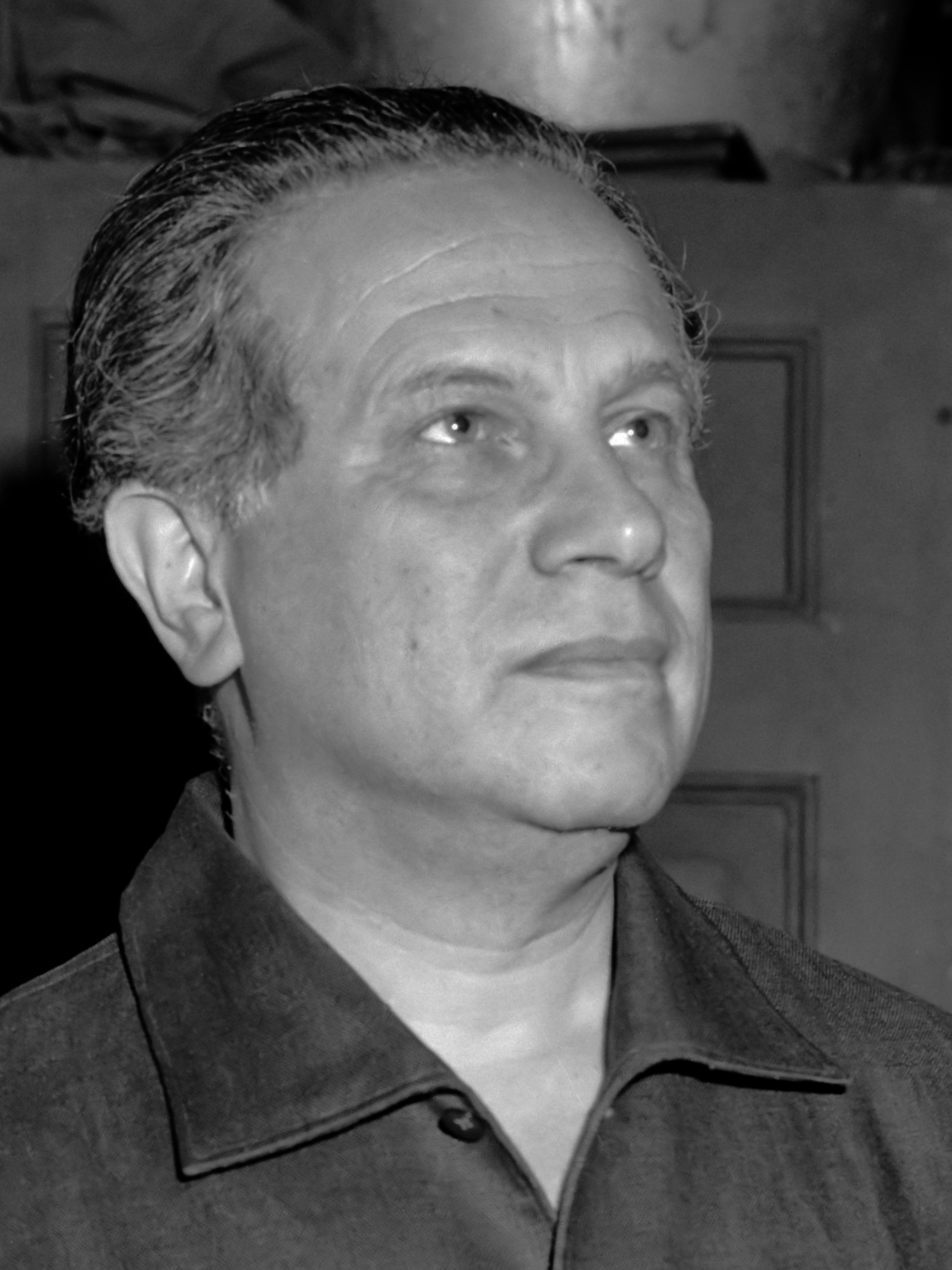
Antal Doráti (zwei Jahre vor seiner Jurorentätigkeit 1964)

| Juror                    | 1961                  | 1963 m                | 1964                  | 1966                  | 1967                                                | 1968 l                                              | 1969                                                | 1970                                                | 1971                                                | Gesamt                                              |
| ------------------------ | --------------------- | --------------------- | --------------------- | --------------------- | --------------------------------------------------- | --------------------------------------------------- | --------------------------------------------------- | --------------------------------------------------- | --------------------------------------------------- | --------------------------------------------------- |
| George Barati            |                       |                       |                       |                       |                                                     |                                                     |                                                     |                                                     |                                                     | 4                                                   |
| Léon Barzin              |                       |                       |                       |                       |                                                     |                                                     |                                                     |                                                     |                                                     | 3                                                   |
| Leonard Bernstein        |                       |                       |                       |                       | Ex officio                                          |                                                     |                                                     |                                                     |                                                     | 4                                                   |
| Frank Brieff             |                       |                       |                       |                       |                                                     |                                                     |                                                     |                                                     |                                                     | 8                                                   |
| Richard Burgin           |                       |                       |                       |                       |                                                     |                                                     |                                                     |                                                     |                                                     | 8                                                   |
| Eleazar de Carvalho      |                       |                       |                       |                       |                                                     |                                                     |                                                     |                                                     |                                                     | 5                                                   |
| Juan José Castro         |                       |                       |                       |                       |                                                     |                                                     |                                                     |                                                     |                                                     | 1                                                   |
| Carlos Chávez Ramírez    |                       |                       |                       |                       |                                                     |                                                     |                                                     |                                                     |                                                     | 3                                                   |
| Samuel Chotzinoff        |                       |                       |                       |                       |                                                     |                                                     |                                                     |                                                     |                                                     | 1                                                   |
| Fausto Cleva             |                       |                       |                       |                       |                                                     |                                                     |                                                     |                                                     |                                                     | 7                                                   |
| Harriet Cohen (w)        |                       |                       |                       |                       |                                                     |                                                     |                                                     |                                                     |                                                     | 1                                                   |
| Antal Doráti             |                       |                       |                       |                       |                                                     |                                                     |                                                     |                                                     |                                                     | 1                                                   |
| Guillermo Espinosa       |                       |                       |                       |                       |                                                     |                                                     |                                                     |                                                     |                                                     | 1                                                   |
| Franco Ferrara           |                       |                       |                       |                       |                                                     |                                                     |                                                     |                                                     |                                                     | 3                                                   |
| Rudolph Ganz             |                       |                       |                       |                       |                                                     |                                                     |                                                     |                                                     |                                                     | 1                                                   |
| Vladimir Golschmann      |                       |                       |                       |                       |                                                     |                                                     |                                                     |                                                     |                                                     | 3                                                   |
| Sascha Gorodnitzki       |                       |                       |                       |                       |                                                     |                                                     |                                                     |                                                     |                                                     | 1                                                   |
| Mozart Camargo Guarnieri |                       |                       |                       |                       |                                                     |                                                     |                                                     |                                                     |                                                     | 1                                                   |
| Grant Johannesen         |                       |                       |                       |                       |                                                     |                                                     |                                                     |                                                     |                                                     | 1                                                   |
| Thor Johnson             |                       |                       |                       |                       |                                                     |                                                     |                                                     |                                                     |                                                     | 1                                                   |
| Milton Katims            |                       |                       |                       |                       |                                                     |                                                     |                                                     |                                                     |                                                     | 1                                                   |
| Richard Korn             |                       |                       |                       |                       |                                                     |                                                     |                                                     |                                                     |                                                     | 2                                                   |
| Jacob Lateiner           |                       |                       |                       |                       |                                                     |                                                     |                                                     |                                                     |                                                     | 1                                                   |
| Eugene List              |                       |                       |                       |                       |                                                     |                                                     |                                                     |                                                     |                                                     | 1                                                   |
| Fritz Mahler             |                       |                       |                       |                       |                                                     |                                                     |                                                     |                                                     |                                                     | 2                                                   |
| Adele Marcus (w)         |                       |                       |                       |                       |                                                     |                                                     |                                                     |                                                     |                                                     | 1                                                   |
| Igor Markevitch          |                       |                       |                       |                       |                                                     |                                                     |                                                     |                                                     |                                                     | 1                                                   |
| Gian Carlo Menotti       |                       |                       |                       |                       |                                                     |                                                     |                                                     |                                                     |                                                     | 2                                                   |
| Howard Mitchell          |                       |                       |                       |                       |                                                     |                                                     |                                                     |                                                     |                                                     | 2                                                   |
| Wilfrid Pelletier        |                       |                       |                       |                       |                                                     |                                                     |                                                     |                                                     |                                                     | 2                                                   |
| Artur Rubinstein         |                       |                       |                       |                       |                                                     |                                                     |                                                     |                                                     |                                                     | 1                                                   |
| Max Rudolph              |                       |                       |                       |                       |                                                     |                                                     |                                                     |                                                     |                                                     | 1                                                   |
| Thomas Schippers         |                       |                       |                       |                       |                                                     |                                                     |                                                     |                                                     |                                                     | 1                                                   |
| Hans Schwieger           |                       |                       |                       |                       |                                                     |                                                     |                                                     |                                                     |                                                     | 2                                                   |
| Frank Sheridan           |                       |                       |                       |                       |                                                     |                                                     |                                                     |                                                     |                                                     | 1                                                   |
| George Singer            |                       |                       |                       |                       |                                                     |                                                     |                                                     |                                                     |                                                     | 1                                                   |
| Hans Swarowsky           |                       |                       |                       |                       |                                                     |                                                     |                                                     |                                                     |                                                     | 2                                                   |
| Leopold Stokowski        |                       |                       |                       |                       |                                                     |                                                     |                                                     |                                                     |                                                     | 1                                                   |
| Rosalyn Tureck (w)       |                       |                       |                       |                       |                                                     |                                                     |                                                     |                                                     |                                                     | 1                                                   |
| Alfred Wallenstein       |                       |                       |                       |                       |                                                     |                                                     |                                                     |                                                     |                                                     | 1                                                   |
| Akeo Watanabe            |                       |                       |                       |                       |                                                     |                                                     |                                                     |                                                     |                                                     | 3                                                   |
| Beveridge Webster        |                       |                       |                       |                       |                                                     |                                                     |                                                     |                                                     |                                                     | 1                                                   |
| Stanisław Wisłocki       |                       |                       |                       |                       |                                                     |                                                     |                                                     |                                                     |                                                     | 1                                                   |
| Gesamt                   | 14                    | 11                    | 9                     | 10                    | 10                                                  | 8                                                   | 8                                                   | 10                                                  | 10                                                  | -                                                   |
| Jeweilige Rekordmarke    | Jeweilige Rekordmarke | Jeweilige Rekordmarke | Jeweilige Rekordmarke | Jeweilige Rekordmarke | Juroren: Vorsitzender stellv. Vorsitzender Mitglied | Juroren: Vorsitzender stellv. Vorsitzender Mitglied | Juroren: Vorsitzender stellv. Vorsitzender Mitglied | Juroren: Vorsitzender stellv. Vorsitzender Mitglied | Juroren: Vorsitzender stellv. Vorsitzender Mitglied | Juroren: Vorsitzender stellv. Vorsitzender Mitglied |